# Vârfurile (gmina)
Vârfurile – gmina w Rumunii, w okręgu Arad. Obejmuje miejscowości Avram Iancu, Groși, Lazuri, Măgulicea, Mermești, Poiana, Vârfurile i Vidra. W 2011 roku liczyła 2715 mieszkańców.